# Michael Harris (mathématicien)
Pour les articles homonymes, voir Michael Harris.
Michael Harris est un mathématicien américain né en 1954. Il est professeur à l’Institut de mathématiques Jussieu-Paris Rive Gauche à l’université Paris Diderot.

## Biographie
Harris obtient son doctorat à l'université Harvard en 1977, sous la direction de Barry Mazur. Sa thèse, intitulée "On p-Adic Representations Arising from Descent on Abelian Varieties", est ensuite publiée dans la revue Compositio Mathematica.

## Travaux
Il apporte des contributions notables au programme de Langlands, en particulier pour ses travaux avec Richard Taylor, qui conduisent à la démonstration des conjectures de Langlands locales pour le groupe linéaire GL(n) d'un corps p-adique.
En 2008, il démontre, en collaboration avec Laurent Clozel, Richard Taylor et Nicholas Shepherd-Barron (en), la conjecture de Sato-Tate pour les courbes elliptiques de j-invariant non entier.

## Honneurs et récompenses
En 2006, il est lauréat du prix Sophie-Germain de la fondation Sophie Germain sur proposition de l'Académie des sciences.
En 2007, Harris et Taylor reçoivent le Clay Research Award en 2007.

## Publications
- (en) Michael Harris et Richard Taylor, The Geometry and Cohomology of Some Simple Shimura Varieties (with an appendix by V. G. Berkovich), Princeton U. Press, coll. « Annals of Mathematical Studies » (no 151), 2001, viii+276[6]
- Michael Harris (trad. Clémentine Fauré), La Mathématique, une vocation problématique, Paris, Cassini, février 2020, 520 p. (ISBN 978-2-84225-260-1 et 2-84225-260-8), traduit de (en) Mathematics without Apologies : Portrait of a Problematic Vocation, Princeton University Press, 2015[7]